# Positiv psykologi
 Ikke at forveksle med Positiv tænkning.
Positiv psykologi er et paraplybegreb, som dækker et stort forskningsområde inden for psykologi, der fokuserer på studiet af menneskets psykiske sundhed og udvikling baseret på empiriske undersøgelser. Forskningsområdet, som primært omhandler trivsel (engelsk well-being) kan inddeles i 1) positive tilstande (kaldet positive emotioner), 2) positive træk (kaldet engagement), 3) positive relationer og 4) positive fællesskaber (kaldet mening). Hertil kommer studiet af 5) optimal menneskelig funktion.
De fleste forskere inden for feltet, forsøger at arbejde deskriptivt snarere end præskriptivt. Dvs. at de ikke prædiker, at du skal tænke positive tanker. Derimod er det forskernes intention at undersøge, hvordan livet gøres mere meningsfuldt og rigere ved at komplementere den almindelige psykologis fokus på behandling af psykisk sygdom.
Den amerikanske psykolog Martin Seligman anses som stifter af den positive psykologi. Da han i 1998 blev valgt som formand for det amerikanske psykologiske selskab (APA), proklamerede han i sin åbningstale, at fokuseringen på det syge sind havde betydet, at der blev viet alt for lidt opmærksomhed på det sunde, og studiet af hvad der gør livet værd at leve.
Positiv psykologi dækker i dag over en række forskningsområder, der har eksisteret længe, men som i mange år har fået tilført ganske få forskningsmidler. Forskerne efterprøver både nye og gamle teorier og metoder. For udenforstående kan noget af arbejdet derfor godt fremstå som gammel vin på nye flasker. Det nye er især de empiriske undersøgelser og til dels nogle af teorierne og metoderne.
Når forskningen anvendes i praksis, kaldes det anvendt positiv psykologi. Der har været en stigende udbredelse og påvirkning af praksis i forskellige brancher. Da det er et forholdsvist nyt forskningsområde, mangler der stadig gentagelser af en lang række metoder. Praktikere er således henvist til at afprøve forskellige metoder og tillempe dem til deres målgrupper. Kritik af arbejdet rettes ofte imod forskningen i positiv psykologi, men går som regel på anvendelsen af positiv psykologi, det vil sige praktikeres anvendelse af teorierne og metoderne.
Feltet omtales ofte som en psykologisk retning, hvilket er fejlagtigt, da adskillige, meget forskellige teorier finder anvendelse inden for feltet – eksempelvis kognitiv psykologi, humanistisk psykologi, den løsningsfokuserede tilgang og socialkonstruktionisme.

## Flow
Den positive psykologi stræber efter at skabe et sprog der omfatter og beskriver det positive. Begreber som "subjektivt velvære" (subjective well being), ligesom sondringen mellem det behagelige liv, det gode liv og det meningsfulde liv etc., særligt beskrivelser af flow-begrebet (Csiksentmihalyi, 2005) har vundet udbredelse som tilstande, hvor man er engageret og udfordret på en måde så oplevelsen af tid og sted ophæves.
Positiv psykologi forveksles ofte med positiv tænkning, der er en populærvidenskabelig retning indenfor NLP, New Age, selvledelse og -udvikling.
Flow er en behagelig fordybelsestilstand, hvor mennesket er opslugt af en aktivitet. Tidsfornemmelsen og alt andet uvedkommende forsvinder for at erstattes af dyb koncentration.